# Ізмарагд (збірник)
Ізмарагд — давньоруський збірник повчань сталого складу. Призначався для домашнього та келійного читання. Більшу частину статей складають твори на тему християнської моралі.
Про цінність моральної чистоти людини писав і І. Франко (див. Мій Ізмарагд), погоджуючись із середньовічним автором, що «Измарагдъ свѣтел єсть, яко и лице человѣче видѣти въ немъ яко въ зерцалѣ».
Найдавніший відомий список відноситься до другої половини XIV століття. Широке поширення «Ізмарагд» отримав в списках XVI—XVII століть. Існують дві основні редакції пам'ятника. Деякі дослідники виділяють більшу кількість редакцій. У першій редакції 88 глав, в другій — 165. Друга редакція являє собою значно доповнену переробку першої.
Одним з можливих джерел «Ізмарагд» є «Златоуст». Щодо інших джерел у дослідників є розбіжності.